# Angèle Rawiri

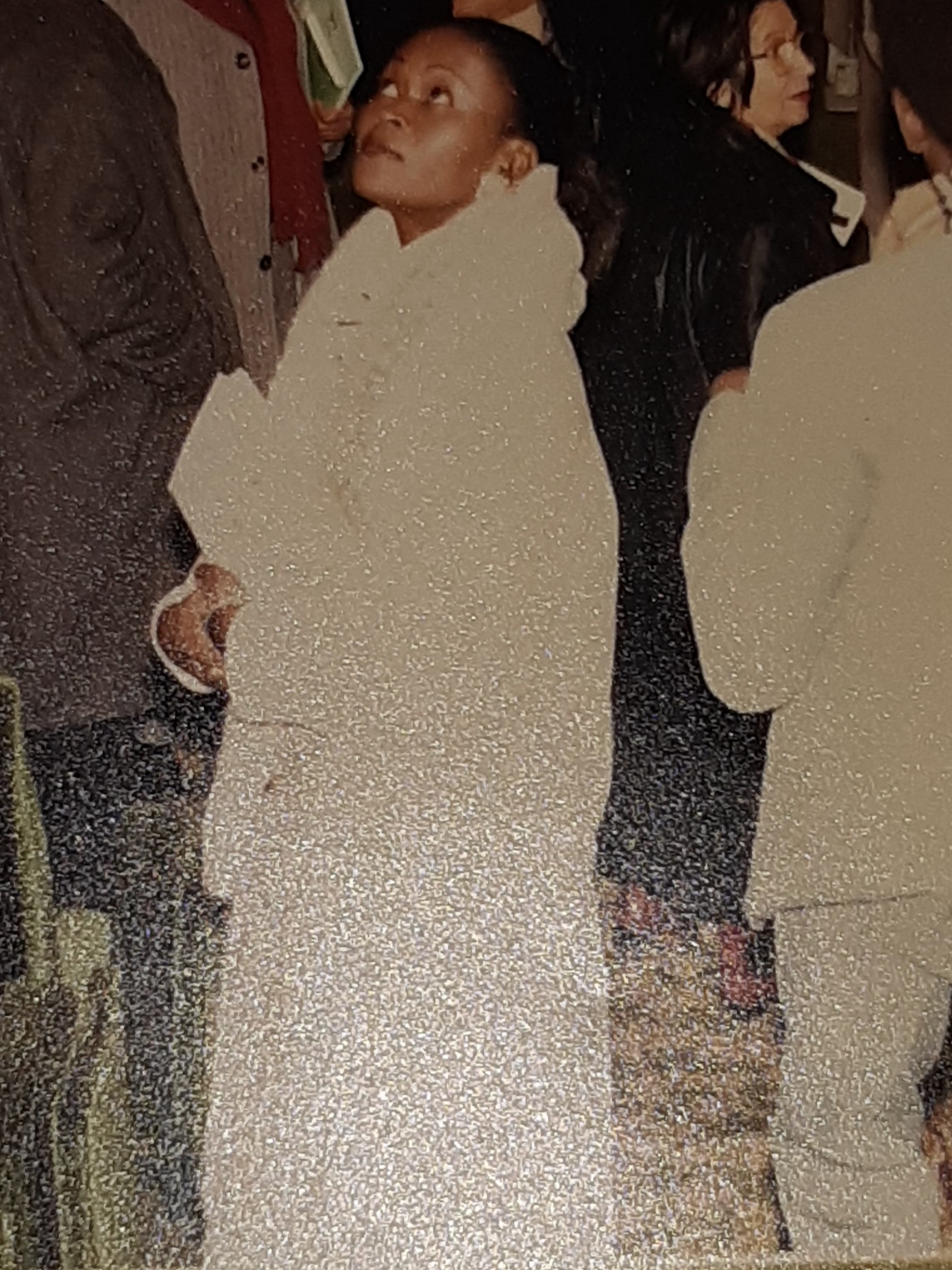
Fotografía de Angèle Rawiri

Angèle Ntyugwetondo Rawiri (Port-Gentil, 29 de abril de 1954 - París, 15 de noviembre de 2010) fue una escritora gabonesa.

## Trayectoria
Fue hija del político y poeta galoa Georges Rawiri y de una maestra que murió cuando tenía seis años. Angèle fue a la escuela en Alès (Languedoc-Rosellón), estudió secundaria en Vanves (París) e hizo traducción del inglés en el Instituto Lentonnet. Después fue a vivir dos años a Londres, donde trabajó como actriz en películas de James Bond y como modelo en revistas de moda.
En 1979 regresó al Gabón, donde trabajó como traductora e intérprete. En 1980 publicó su primera novela, Elonga, que denuncia el poder de la brujería y las ciencias ocultas en su país. En 1983 publicó G'amèrakano au carrefour, la historia de la lucha entre los deseos materialistas de una joven, y los valores tradicionales de las generaciones mayores. En 1986 publicó Toula, la historia de una joven que vive en un barrio excéntrico y siniestro con delincuencia y desempleo. Fureurs et cris de femmes, de 1989, es la primera novela del Gabón donde se habla de la homosexualidad femenina.
Publicó sus primeras obras con el nombre de Ntyugwetondo Rawiri.

## Obra
- Elonga (1980)
- Gʾamèrakano: au carrefour (1983)
- Toula (1986)
- Fureurs et cris de femme (1989)